# Brendan Johnston
Pour les articles homonymes, voir Johnston.
Brendan Johnston (né le 25 novembre 1991) est un coureur cycliste australien, spécialiste du VTT.

## Biographie
Dans les catégories de jeunes, Brendan Johnston se distingue en étant l'un des meilleurs vététistes australiens. Sa carrière est cependant interrompue en 2009 lorsqu'il est diagnostiqué d'un cancer des testicules,. Guéri, il reprend finalement la compétition en 2011, sans la moindre séquelle. 
En 2022, il remporte son cinquième titre de champion d'Australie de cross-country marathon. Il termine également troisième du championnat d'Australie sur route, derrière Luke Plapp et James Whelan.

## Palmarès sur route

### Par année
- 2017
  - National Capital Tour :
    - Classement général
    - 1re étape
- 2019
  - 3e de la Melbourne to Warrnambool Classic
- 2020
  - National Road Series[4]
  - Melbourne to Warrnambool Classic
  - Tweed Tour
- 2022
  - 3e du championnat d'Australie sur route

### Classements mondiaux
| Année            | 2019 | 2020 |
| ---------------- | ---- | ---- |
| UCI Oceania Tour | 153e | 83e  |

## Palmarès en VTT

### Championnats nationaux
| - 2007 - 2e du championnat d'Australie de cross-country U17 - 2008 - 3e du championnat d'Australie de cross-country juniors - 2009 - 2e du championnat d'Australie de cross-country juniors - 2015 - Champion d'Australie de cross-country marathon - 2e du championnat d'Australie de cross-country - 2016 - Champion d'Australie de cross-country marathon - 2017 - Champion d'Australie de cross-country marathon | - 2018 - 2e du championnat d'Australie de cross-country marathon - 2019 - Champion d'Australie de cross-country marathon - 2022 - Champion d'Australie de cross-country marathon - 2023 - 3e du championnat d'Australie de cross-country short track - 3e du championnat d'Australie de cross-country marathon - 2024 - Champion d'Australie de cross-country marathon |  |

## Palmarès en gravel
- 2024
  -  Champion d'Australie de gravel[11]
- 2025
  - Seven Race
  - 3e du championnat d'Australie de gravel[12]